# Hill 80
La Hill 80 est une colline à l'extrémité nord de la Bloody Nose Ridge, située sur l'île de Peleliu dans l'État du même nom aux Palaos.

## Toponymie
Le nom de Hill 80 a été donné par l'armée américaine en préparation de la bataille de Peleliu. Il fait référence à l'altitude, en pied, de la colline.

## Histoire
Lors de la bataille de Peleliu, la colline fut sécurisée entre 7 heures et 8 heures 30 du matin par les Marines.